# Basilica Santuario della Beata Vergine del Piratello

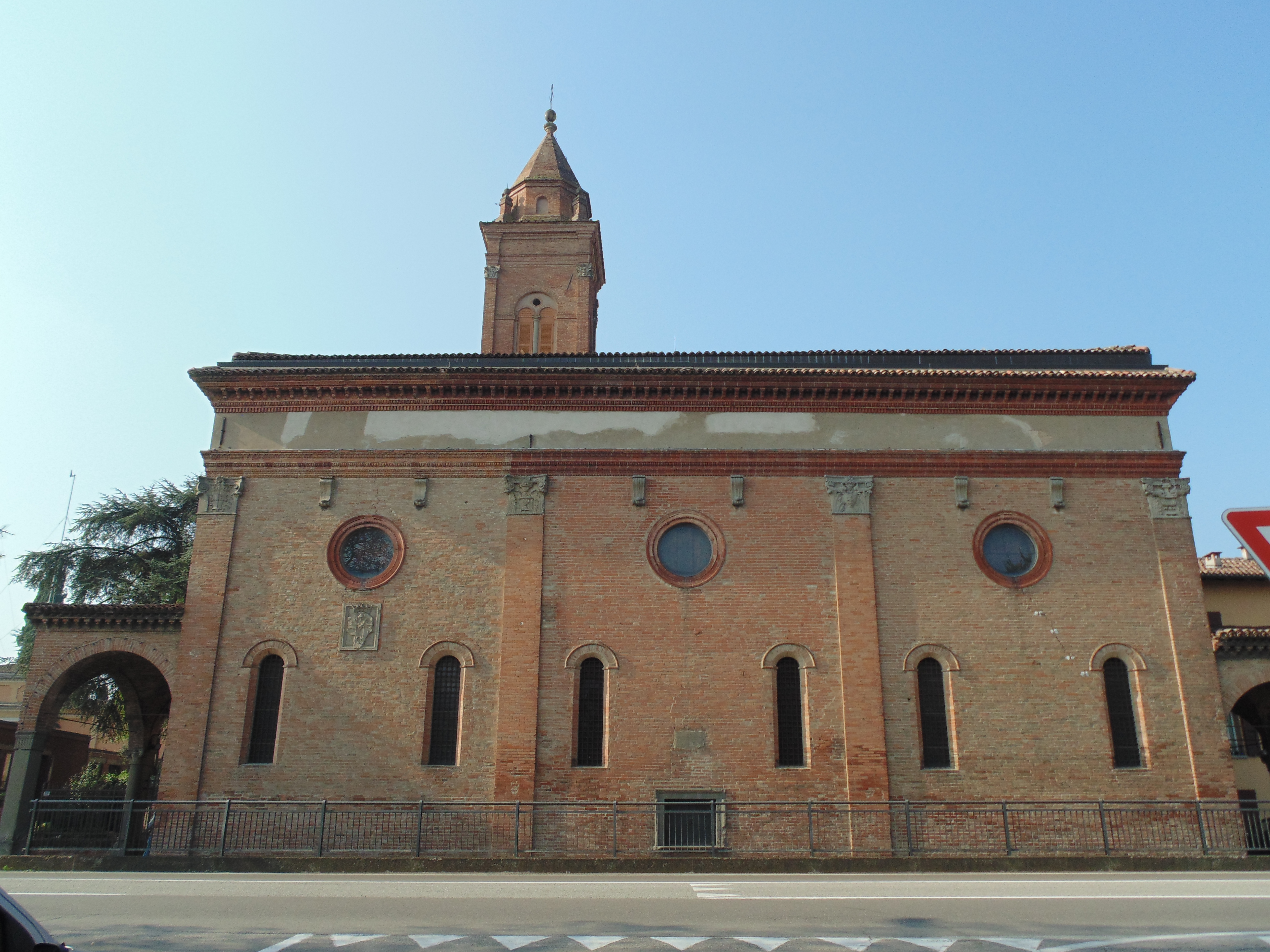
Basiliek van Piratello in Imola (Italië)

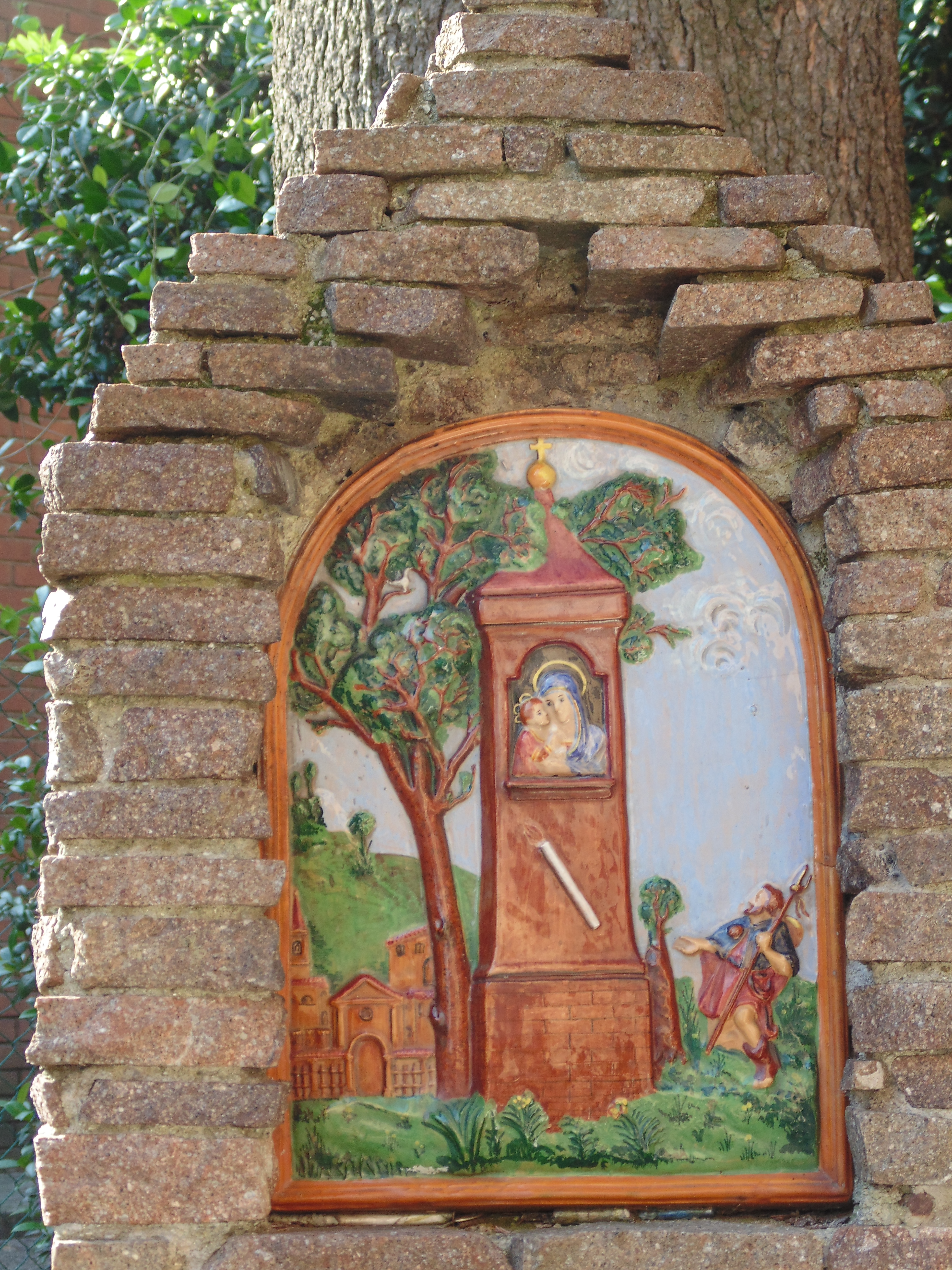
Verhaal van de Mariaverschijning (1483)

De Basilica Santuario della Beata Vergine del Piratello is een basiliek gewijd aan Maria in het plaatsje Piratello van de stad Imola (Romagna) in Italië. Het was een van de Mariabedevaartsoorden in de Pauselijke Staat.

## Historiek
In 1483 maakte Stefano Mangelli verslag van een mirakel aan een Mariabeeltenis. De beeltenis stond in een zuil langs de Via Emilia, net buiten de stad Imola. Mangelli was een pelgrim op weg van zijn huis in Cremona naar het Mariabedevaartsoord Loreto. Hij zag hoe twee kaarsen spontaan ontbranden en rozen bloeiden rond het beeld en een doordringende geur gaven; vervolgens had Mangelli het over een Mariaverschijning. Girolamo Riario en Caterina Sforza, heer en dame van Imola, lieten met pauselijke goedkeuring van Innocentius VIII een kerkje bouwen achter de zuil. De Franciscanen kregen het beheer toegewezen van wat een steeds groeiende Mariabedevaartskerk werd. Het klooster der Franciscanen bevond zich naast het Mariaheiligdom; zij openden er ook een groot kerkhof. De kerk werd meerdere malen uitgebreid om alle pelgrims plaats te bieden.
Vanaf 1617 werd jaarlijks een processie gehouden waarbij de beeltenis gedragen werd naar de kathedraal van Imola.
In 1714 werd een gouden kroon op de beeltenis gelegd. Het schrijn met de Mariabeeltenis werd belangrijk verfraaid.
Op de terugweg van zijn ballingschap van Pius VII in Frankrijk, een ballingschap op bevel van Napoleon Bonaparte, hield Pius VII halt in de Mariabedevaartskerk van Piratello (1814). Het was een voorspel van zijn triomferende terugkeer in Rome.
In 1883 werd de kerk gerestaureerd en in 1954 erkend als een basilica minor door paus Pius XII.